# Čečkovice (Bor)
Čečkovice jsou malá vesnice, část města Bor v okrese Tachov v Plzeňském kraji. Nachází se asi 2,5 kilometru severně od Boru. Prochází zde silnice II/200. Čečkovice jsou také název katastrálního území o rozloze 7,4 km².

## Historie
První písemná zmínka o vesnici pochází z roku 1115.

## Obyvatelstvo
| Rok            | 1869 | 1880 | 1890 | 1900 | 1910 | 1921 | 1930 | 1950 | 1961 | 1970 | 1980 | 1991 | 2001 | 2011 | 2021 |
| -------------- | ---- | ---- | ---- | ---- | ---- | ---- | ---- | ---- | ---- | ---- | ---- | ---- | ---- | ---- | ---- |
| Počet obyvatel | 202  | 228  | 174  | 190  | 229  | 236  | 197  | 97   | 105  | 89   | 108  | 102  | 77   | 77   | 67   |
| Počet domů     | 36   | 34   | 36   | 36   | 37   | 37   | 37   | 28   | 28   | 19   | 24   | 28   | 27   | 29   | 28   |

## Obecní správa
Při sčítání lidu v letech 1850–1959 Čečkovice byly samostatnou obcí v okrese Tachov. Od roku 1960 jsou částí města Bor v okrese Tachov.